# Promozione Trentino-Alto Adige 1956-1957
La Promozione fu il massimo campionato regionale di calcio disputato in Trentino-Alto Adige nella stagione 1956-1957.
A ciascun girone, che garantiva al suo vincitore la promozione in IV Serie a condizione di soddisfare le condizioni economiche richieste dai regolamenti, partecipavano sedici squadre, ed era prevista la retrocessione solo della peggiore piazzata. Nel caso particolare, tuttavia, non essendo stata in grado la Lega Regionale Tridentina di raccogliere sufficienti iscrizioni, e volendo la FIGC portare anche forzatamente la regione ad avere un campionato di almeno dieci squadre, si ritenne di bloccare le retrocessioni per questa stagione anche a costo di mettere a rischio la regolarità del torneo.

## Classifica finale
|  | Pos. | Squadra             | Pt | G  | V | N | P | GF | GS | DR  |
|  | ---- | ------------------- | -- | -- | - | - | - | -- | -- | --- |
|  | 1.   | Benacense           | 20 | 14 | 8 | 4 | 2 | 20 | 9  | +11 |
|  | 2.   | Piani               | 17 | 14 | 5 | 7 | 2 | 16 | 10 | +6  |
|  | 3.   | Bressanone / Brixen | 16 | 14 | 6 | 4 | 4 | 18 | 13 | +5  |
|  | 3.   | Olivo               | 16 | 14 | 6 | 4 | 4 | 24 | 20 | +4  |
|  | 5.   | Virtus Don Bosco    | 14 | 14 | 6 | 3 | 5 | 22 | 17 | +5  |
|  | 6.   | Lancia              | 10 | 14 | 4 | 2 | 8 | 18 | 30 | -12 |
|  | 7.   | Laives / Leifers    | 9  | 14 | 3 | 3 | 8 | 20 | 27 | -7  |
|  | 7.   | Mori                | 9  | 14 | 2 | 5 | 7 | 19 | 31 | -12 |

## Verdetti finali
- Benacense non promossa in IV Serie per rinuncia e inadeguatezza economica e finanziaria. Nessun'altra squadra accettando il ripescaggio, il posto in ascesa rimase vacante.[2]
- Non sono previste retrocessioni causa ampliamento organico.